# Phoenixské ostrovy
Phoenixské ostrovy (anglicky Phoenix Islands) jsou skupina osmi atolů a dvou ponořených korálových útesů v centrálním Tichém oceánu, východně od Gilbertových ostrovů a západně od Liniových ostrovů. Jsou součástí republiky Kiribati, která zde v roce 2008 vyhlásila chráněné území Phoenixské ostrovy (Phoenix Islands Protected Area), jenž je s celkovou rozlohou 408 250 km² jednou z největších mořských chráněných oblastí na světě a od roku 2010 je zařazena mezi přírodní světové dědictví UNESCO. V tomto chráněném území bylo napočítáno okolo 200 druhů korálů, 500 rybích druhů, 18 mořských savců a 40 ptáků. K Phoenixským ostrovům bývají také zařazovány dva ostrůvky pod správou Spojených států (Howlandův a Bakerův ostrov, součást tzv. Menších odlehlých ostrovů, statut nezačleněného území Spojených států), které se nacházejí severně od hlavní skupiny ostrovů.
Kiribatské ostrovy se nacházejí v časovém pásmu UTC+13, americké v UTC-12. Veškeré ostrovy nejsou trvale obývány s výjimkou ostrova Canton, kde žije asi 40 obyvatel.

## Seznam atolů, ostrovů a útesů
| Název                         | Rozloha (km²) | Laguna (km²) | Souřadnice                       |
| ----------------------------- | ------------- | ------------ | -------------------------------- |
| Howlandův ostrov              | 2,6           | —            | 0°48′36″ s. š., 176°37′12″ z. d. |
| Bakerův ostrov                | 2,1           | —            | 0°11′42″ s. š., 176°28′30″ z. d. |
| Winslowův útes                | —             | 1            | 1°36′ j. š., 174°57′ z. d.       |
| Kanton (Abariringa)           | 9,15          | 50           | 2°48′ j. š., 171°42′ z. d.       |
| Enderbury                     | 5,1           | 0,6          | 3°7′48″ j. š., 171°4′48″ z. d.   |
| Birnie                        | 0,2           | 0,02         | 3°34′48″ j. š., 171°31′12″ z. d. |
| McKean                        | 0,4           | 0,2          | 3°35′42″ j. š., 174°7′12″ z. d.  |
| Rawaki (Phoenix)              | 0,5           | 0,5          | 3°43′12″ j. š., 170°42′54″ z. d. |
| Manra (Sydney)                | 4,4           | 2,2          | 4°27′ j. š., 171°15′ z. d.       |
| Orona (Hullův ostrov)         | 3,9           | 30           | 4°30′ j. š., 172°10′12″ z. d.    |
| Nikumaroro (Gardnerův ostrov) | 4,1           | 4            | 4°40′12″ j. š., 174°31′12″ z. d. |
| Carondelet                    | —             | ?            | 5°34′12″ j. š., 173°51′ z. d.    |
| Phoenixské ostrovy            | 32,45         | 88,52        |                                  |

## Fotogalerie

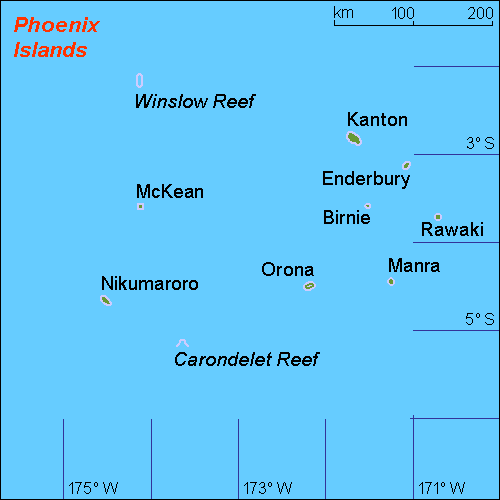
mapa souostroví
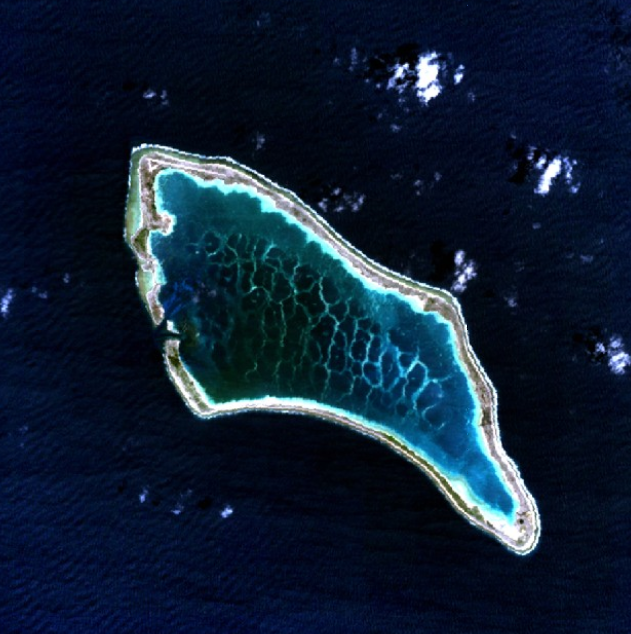
satelitní snímek ostrova Canton
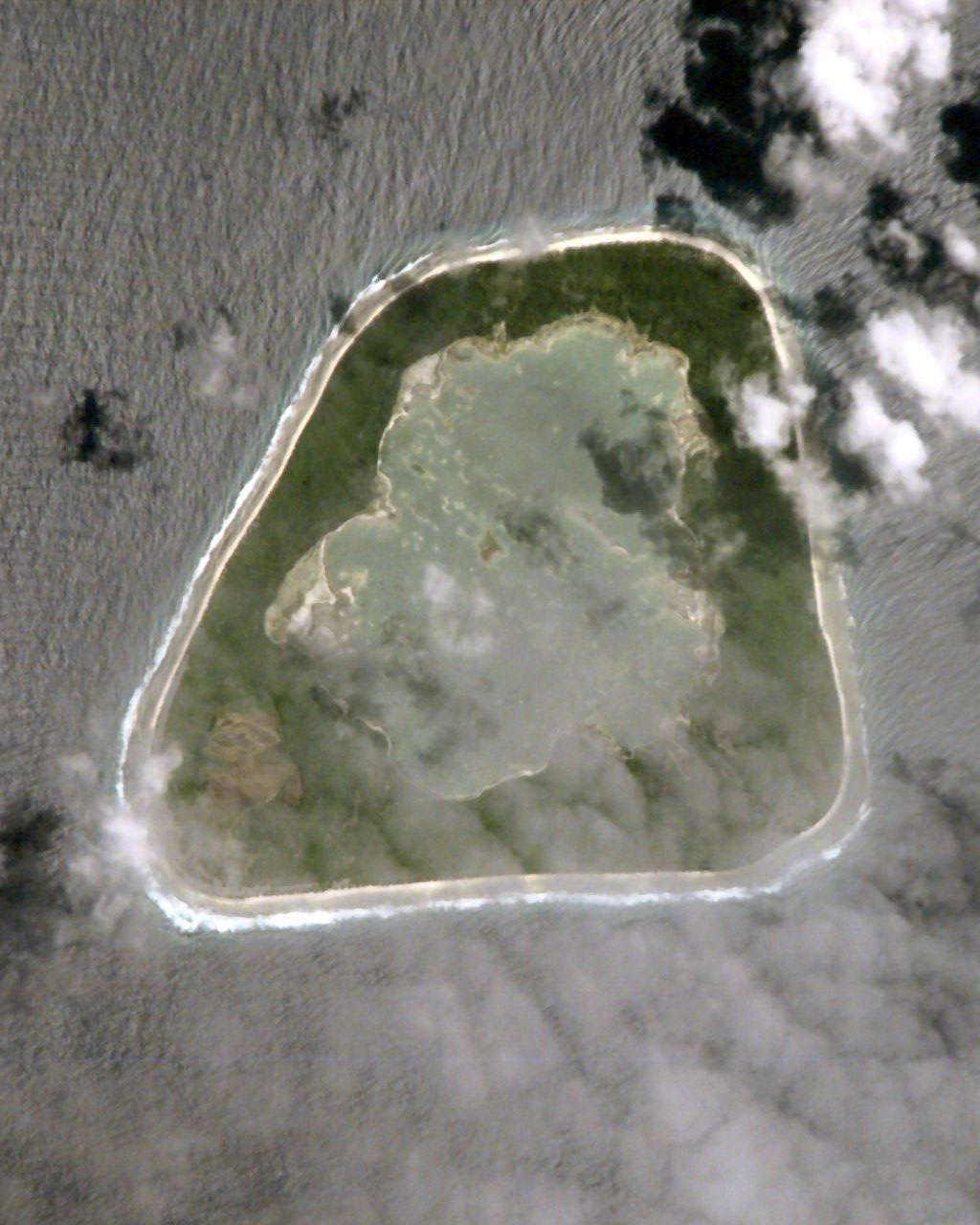
satelitní snímek ostrova Manra
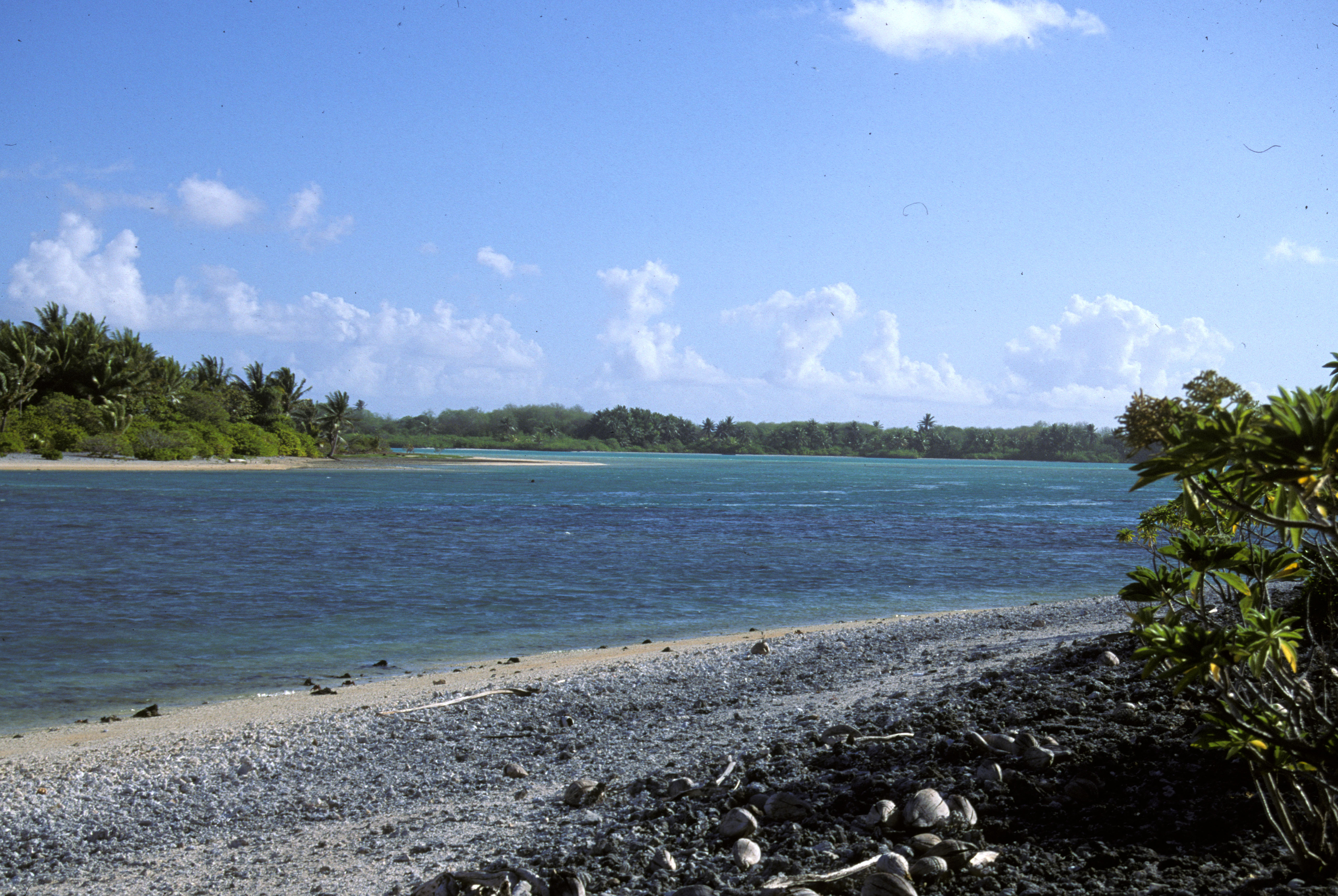
laguna ostrova Nikumaroro
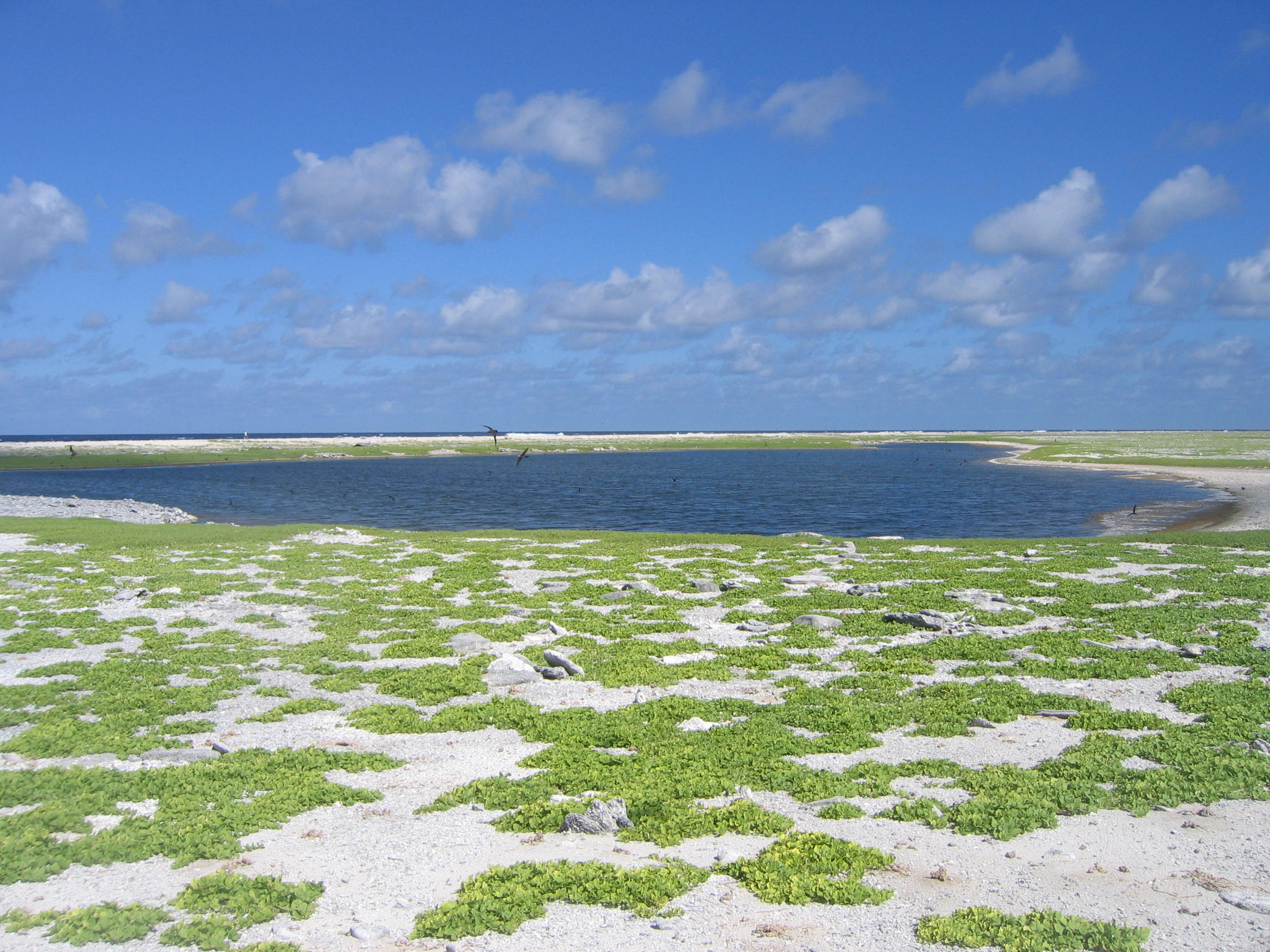
laguna ostrova Birnie
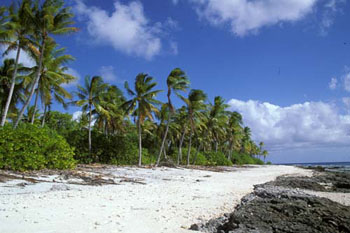
pobřeží ostrova Orona
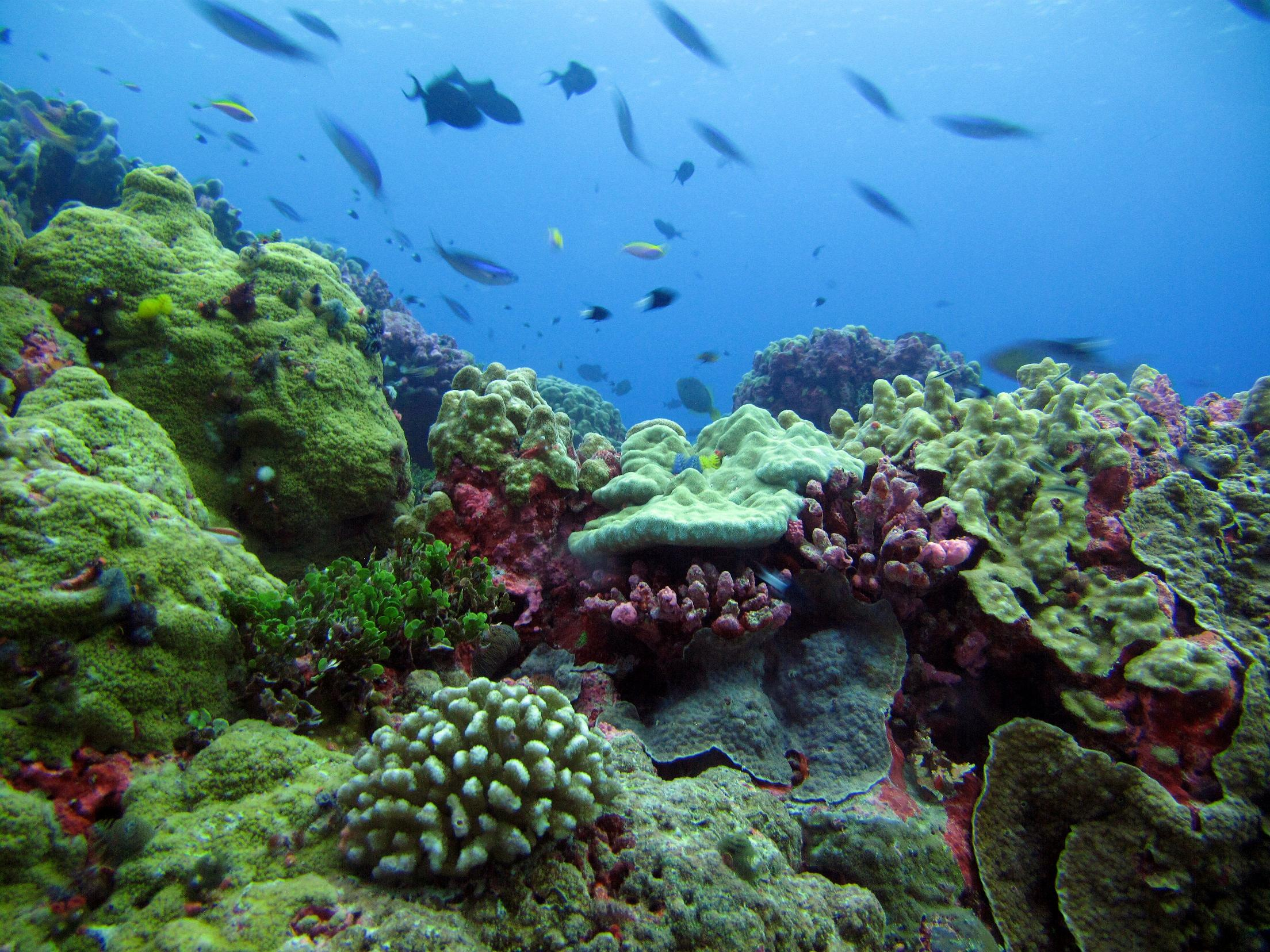
zdejší korálový útes